# FC Torpedo Kutaisi
El FC Torpedo Kutaisi (en georgiano: სკ ტორპედო ქუთაისი) es un club de fútbol georgiano, cuya sede se encuentra en Kutaisi, la segunda ciudad en importancia del país. El equipo juega como local en el Estadio Ramaz Shengelia. En la temporada 2005-06 el club logró clasificar y jugar las rondas clasificatorias de la Copa de la UEFA. El equipo disputó la Umaglesi Liga hasta la temporada 2006-07, temporada que, debido a problemas financieros, fue descendido a la Pirveli Liga, la segunda división del fútbol de Georgia.

## Historia

### Cambios de Nombres
- 1946: Fundado como Torpedo Kutaisi - (სკ ტორპედო ქუთაისი ).
- 1949: Renombrado a Lokomotiv Kutaisi - (ლოკომოტივი ქუთაისი ).
- 1960: Renombrado a FC Torpedo Kutaisi - (სკ ტორპედო ქუთაისი).
- 1990: Renombrado a FC Kutaisi - (სკ ქუთაისი ).
- 1992: Renombrado a Torpedo Kutaisi - (ტორპედო ქუთაისი ).
- 2008: Renombrado a Torpedo–2008 Kutaisi - (ტორპედო2008 ქუთაისი ).
- 2010: Renombrado a FC Torpedo Kutaisi - (სკ ტორპედო ქუთაისი ).

## Palmarés
- Umaglesi Liga (4): 2000, 2001, 2002, 2017
- Pirveli Liga (1): 2010
- Copa de Georgia (5): 1998-99, 2000-01, 2016, 2018, 2022
- Supercopa de Georgia (3): 2018, 2019, 2024
- Copa Presidente de Turkmenistán (1): 2002
- Commonwealth of Independent States Cup[1] (1): 2001 (compartido)
- Campeonato Soviético de Georgia (1): 1949
- Soviet First League (2): 1960, 1961
- Soviet Second League (1): 1988

## Participación en competiciones de la UEFA
| Temporada | Torneo                 | Ronda            | Club              | Casa | Visita      |
| --------- | ---------------------- | ---------------- | ----------------- | ---- | ----------- |
| 1998-99   | UEFA Intertoto Cup     | 1                | Erebuni           | 6:0  | 1:1         |
| 1998-99   | UEFA Intertoto Cup     | 2                | Lommel            | 1:2  | 1:0         |
| 1999–00   | UEFA Cup               | Clasificatoria   | Lantana           | 4:2  | 5:0         |
| 1999–00   | UEFA Cup               | 1                | AEK               | 0:1  | 1:6         |
| 2000–01   | UEFA Champions League  | Clasificatoria 2 | Crvena Zvezda     | 2:0  | 0:4         |
| 2001-02   | UEFA Champions League  | Clasificatoria 1 | Linfield          | 1:0  | 0:0         |
| 2001-02   | UEFA Champions League  | Clasificatoria 2 | Copenhague        | 1:1  | 1:3         |
| 2002-03   | UEFA Champions League  | Clasificatoria 1 | B36               | 5:2  | 1:0         |
| 2002-03   | UEFA Champions League  | Clasificatoria 2 | Sparta Praga      | 1:2  | 0:3         |
| 2003-04   | UEFA Cup               | Clasificatoria   | Lens              | 0:2  | 0:3         |
| 2005-06   | UEFA Cup               | Clasificatoria 1 | BATE              | 0:1  | 0:5         |
| 2012-13   | UEFA Europa League     | Clasificatoria 1 | Aktobe            | 1:1  | 0:1         |
| 2013-14   | UEFA Europa League     | Clasificatoria 1 | Žilina            | 0:3  | 3:3         |
| 2017-18   | UEFA Europa League     | Clasificatoria 1 | AS Trencin        | 1:5  | 0:3         |
| 2018-19   | UEFA Champions League  | Clasificatoria 1 | Sheriff Tiraspol  | 2:1  | 0:3         |
| 2018-19   | UEFA Europa League     | Clasificatoria 2 | Víkingur Gøta     | 3:0  | 4:0         |
| 2018-19   | UEFA Europa League     | Clasificatoria 3 | Kukësi            | 5:2  | 0:2         |
| 2018-19   | UEFA Europa League     | Play-off         | Ludogorets        | 0:1  | 0:4         |
| 2019-20   | UEFA Europa League     | Clasificatoria 1 | Ordabasy Shymkent | 0:2  | 0:1         |
| 2023-24   | UEFA Conference League | Clasificatoria 1 | Sarajevo          | 2:2  | 1:1 (4:2 p) |
| 2023-24   | UEFA Conference League | Clasificatoria 2 | Aktobe            | 1:4  | 2:1         |
| 2024-25   | UEFA Conference League | Clasificatoria 1 | Tirana            | 1:1  | 1:0         |
| 2024-25   | UEFA Conference League | Clasificatoria 2 | Omonia            | 1:2  | 1:3         |
| 2025-26   | UEFA Conference League | Clasificatoria 1 | Ordabasy          | 4:3  | 1:1         |
| 2025-26   | UEFA Conference League | Clasificatoria 2 | Omonia            | 0:4  | 1:2         |

### Récord Europeo
| Torneo                        | J  | G  | E | P  | GF | GC |
| ----------------------------- | -- | -- | - | -- | -- | -- |
| UEFA Champions League         | 12 | 5  | 2 | 5  | 14 | 19 |
| UEFA Cup / UEFA Europa League | 22 | 5  | 2 | 15 | 27 | 48 |
| UEFA Europa Conference League | 12 | 3  | 4 | 5  | 15 | 23 |
| UEFA Intertoto Cup            | 4  | 2  | 1 | 1  | 9  | 3  |
| Total                         | 50 | 15 | 9 | 26 | 65 | 93 |

## Jugadores

### Exjugadores importantes
| Nombre              | Puesto    | País    | Periodo                               | Partidos | Goles |
| ------------------- | --------- | ------- | ------------------------------------- | -------- | ----- |
| Revaz Dzodzuashvili | DEF       | Georgia | 1964–1967                             | 67       | 1     |
| Tamaz Kostava       | DEF       | Georgia | 1973–1976                             | 106      | 0     |
| Anzor Kavazashvili  | POR       | Georgia | 1972                                  | 31       | 0     |
| Nodar Khizanishvili | DEF       | Georgia | 1983                                  | 6        | 0     |
| Murtaz Khurtsilava  | DEF       | Georgia | 1975–1976                             | 47       | 4     |
| Sergo Kutivadze     | MED       | Georgia | 1962–1966                             | 128      | 9     |
| Otari Gabelia       | POR       | Georgia | 1983–1984                             | 29       | 0     |
| Manuchar Machaidze  | MED       | Georgia | 1981–1982                             | 45       | 6     |
| Givi Nodia          | DEL       | Georgia | 1965–1966                             | 36       | 9     |
| Tengiz Sulakvelidze | DEF / MED | Georgia | 1974–1978                             | 138      | 2     |
| Guram Tskhovrebov   | DEF       | Georgia | 1961–1963                             | 57       | 2     |
| Ramaz Urushadze     | POR       | Georgia | 1961–1964                             | 91       | 0     |
| Irakli Zoidze       | POR       | Georgia | 2000–2001                             | 36       | 0     |
| Davit Gvaramadze    | POR       | Georgia | 2000–2001                             | 19       | 0     |
| Nikoloz Togonidze   | POR       | Georgia | 2001–2002                             | 6        | 0     |
| Davit Janashia      | DEL       | Georgia | 1989–1993, 1997–2001, 2002, 2005–2007 | 182      | 79    |
| Mikheil Ashvetia    | DEL       | Georgia | 1993–1994, 2000–2001                  | 40       | 23    |
| Malkhaz Asatiani    | LIB /CCD  | Georgia | 1999–2003                             | 76       | 15    |
| Valeri Abramidze    | DEF       | Georgia | 1998–2002, 2005–2006                  | ?        | ?     |
| Kakhaber Kvetenadze | MED       | Georgia | 1993–2001, 2002–2003                  | 251      | 30    |
| Zurab Ionanidze     | DEL       | Georgia | 1992–1993, 1997–2003                  | 171      | 104   |
| Andriy Poroshyn     | DEL       | Ucrania | 2001–2003                             | 55       | 23    |
| Mamuka Managadze    | MED       | Georgia | 1985–1986                             | 20       | 3     |
| Giorgi Megreladze   | DEL       | Georgia | 1995–2000, 2004–2005, 2011–2014       | 161      | 78    |